# マロニエ号

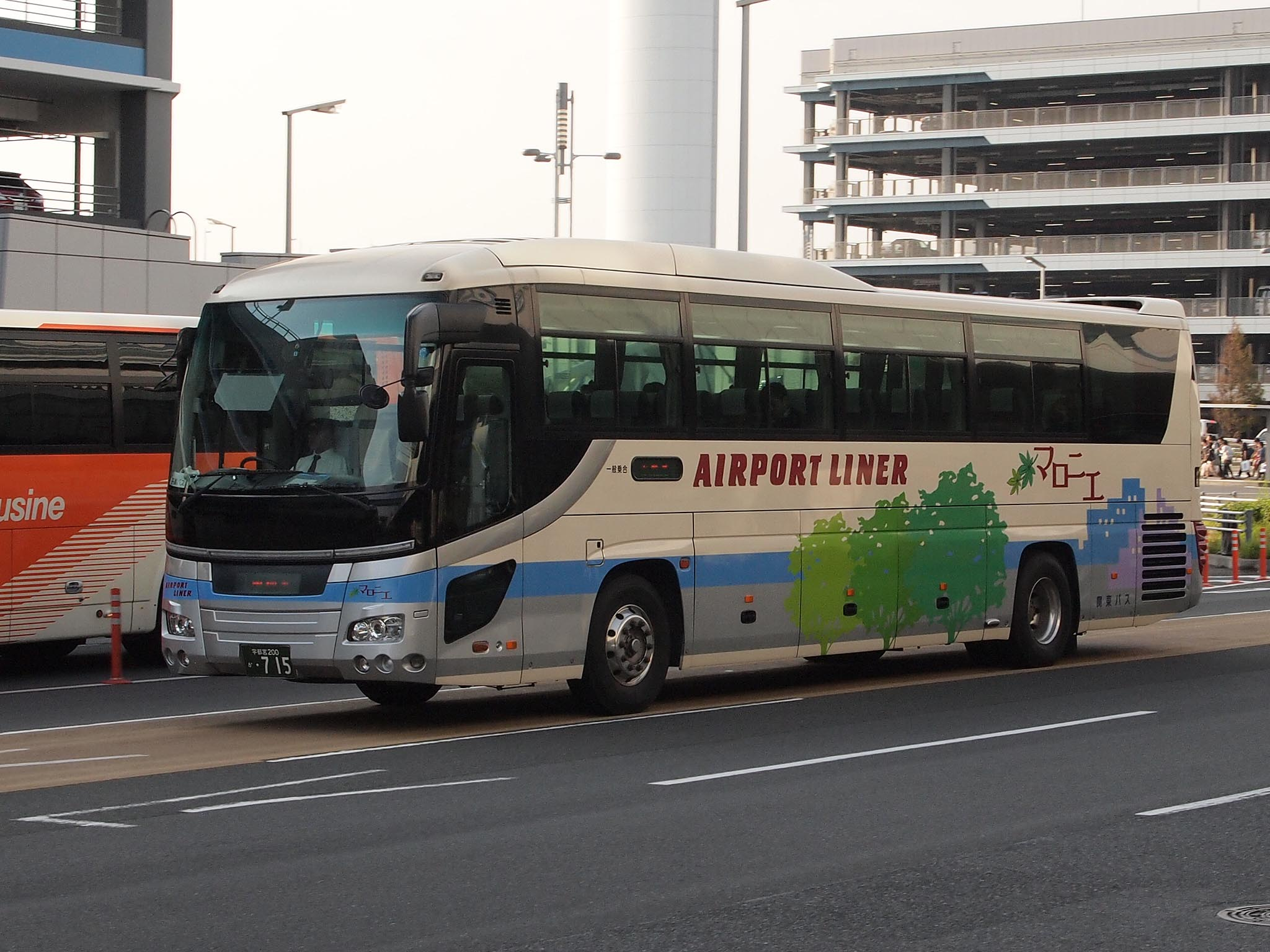
マロニエ号（関東自動車）

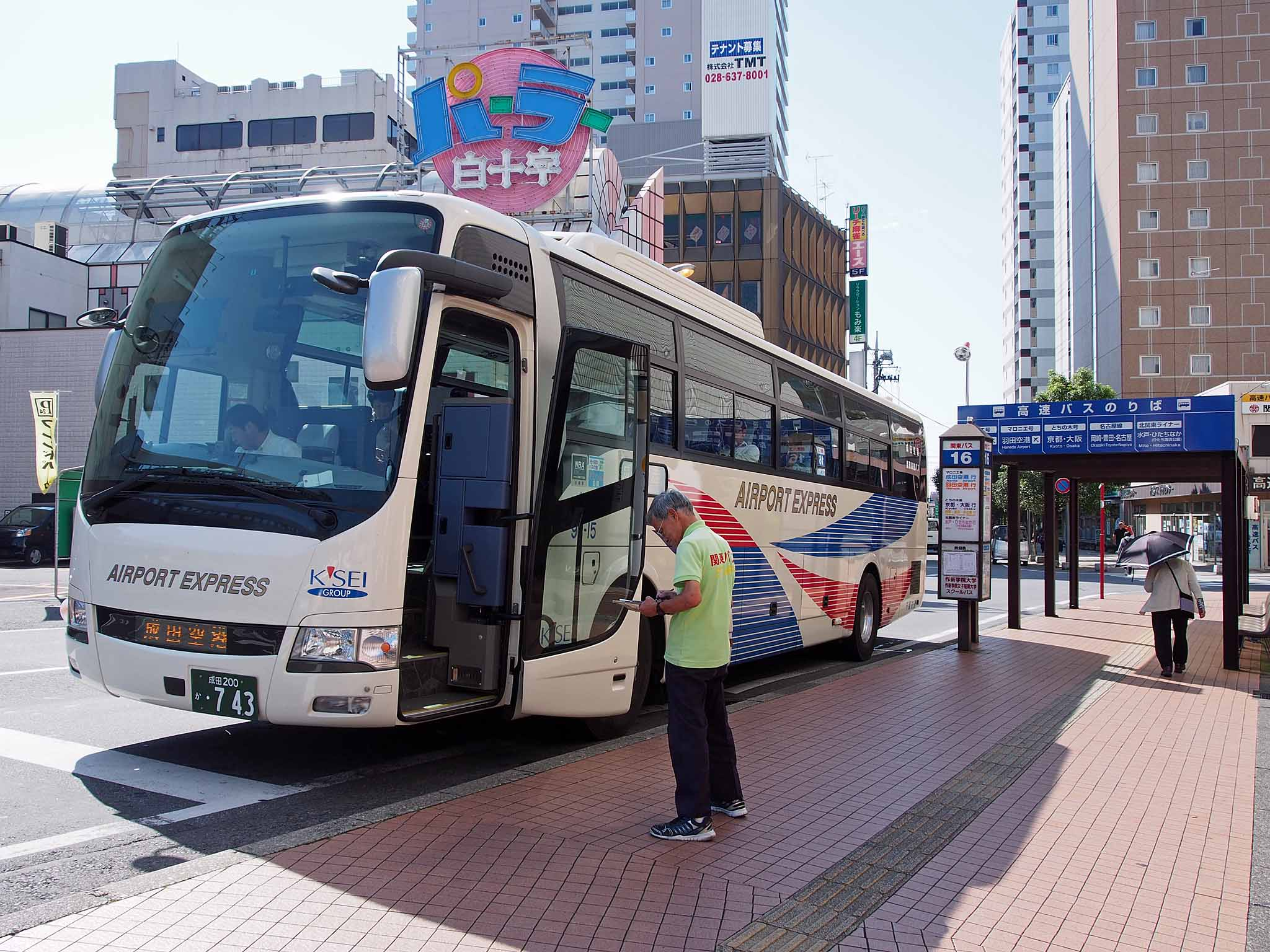
マロニエ号（成田空港線／千葉交通）
このカラーリング以外の場合もある

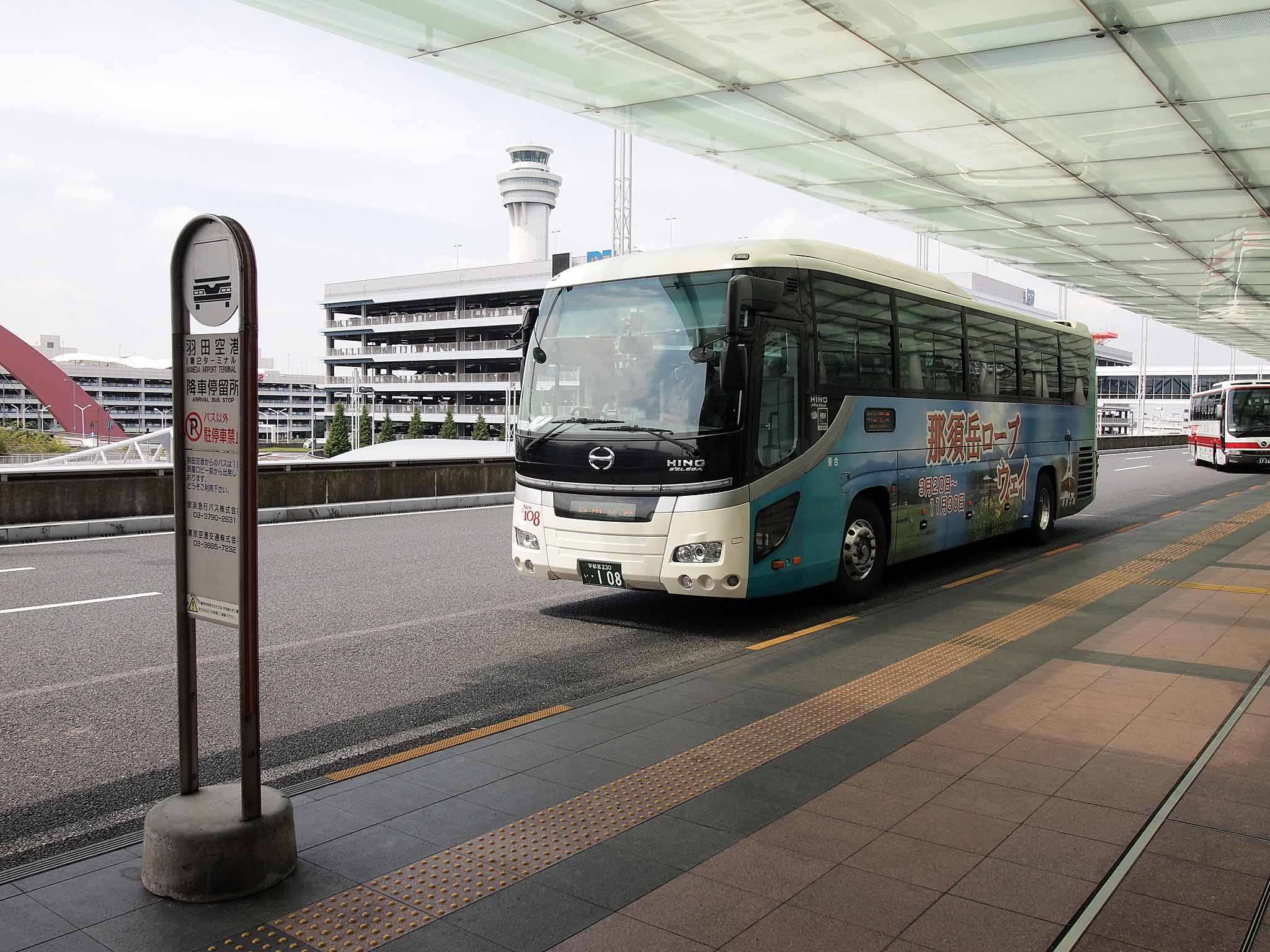
マロニエ号（羽田空港線／東野交通）

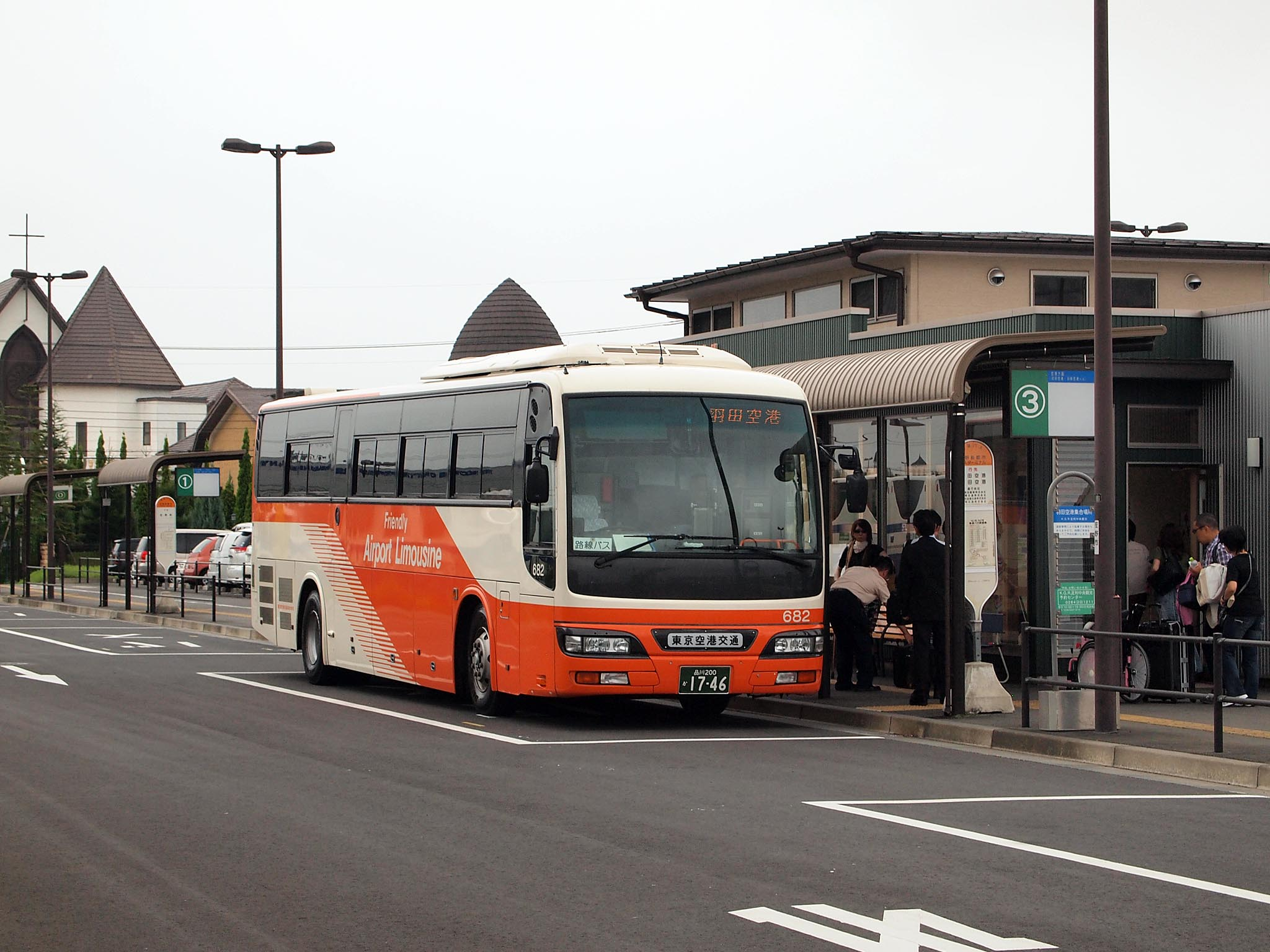
マロニエ号（羽田空港線／東京空港交通）

マロニエ号（マロニエごう）は、関東自動車が運行する宇都宮発着の昼行高速バスの愛称。2001年から2006年までは都市間高速バスのマロニエ新宿号も存在した。なお本稿でもマロニエ新宿号の内容を一部記載するが、便宜上マロニエ新宿号を「新宿線」とする。
愛称の由来は栃木県の県木であるトチノキの一種、セイヨウトチノキ(fr:Marronier)から。

## 沿革

### 成田線・運行開始にあたり
事前調査をした上での免許申請認可・開業は無論だが、宇都宮という北関東一の大都市からとは言え成田空港への空港リムジンバス運行に全く不安がなかった訳ではなかったとされる。しかし、以下の理由により、運行開始に踏み切っている。
1. 大宮駅 - 成田空港間を結ぶ「ONライナー号」の運行が順調であったこと。
2. 当時は東北新幹線が上野起終点であったこと。
3. 当時はまだJR東日本の成田エクスプレス号が運行されていなかったこと。

上記事由から、乗車率は当初から良好である。
その他、「成田空港への見送り・出迎え、航空科学博物館の見学、成田山新勝寺へのお参りに」といった利用促進パンフレットの効果も成績アップに貢献している様である。数度のダイヤ改正・運行回数増回を経て、現在に至る。大宮地区のONライナー号と並び、「大成功」した路線であるといえる。又、従来の新宿・銀座・日比谷・赤坂アークヒルズ・池袋界隈、横浜などのターミナル駅若しくはターミナル地点からの空港連絡バスの「常識」を覆し、成田まで高速道路で100km以上の距離がある各都市からでも充分運行意義がある路線であると立証し、「斬新・革命路線」「新たな発想による、乗客への利便性を提供した先駆者的存在」であるともいえる。

### 歴史
- 1989年12月22日 千葉交通との共同運行で成田線開設、両社2往復担当で計4往復[1]。
- 1994年11月 成田線を増発、両社3往復で計6往復。
- 1999年7月 スーパーハイデッカー導入。
- 2000年
  - 7月 成田線を増発、両社5往復で計10往復。
  - 8月 東野交通が黒磯・宇都宮から羽田空港行きの会員制バスを片道のみ運行（2000年12月廃止）
  - 12月 東京空港交通との共同運行で羽田線開設、関東3往復、東空交2往復の計5往復。
- 2001年
  - 7月 羽田線の東京空港交通担当便を1往復増発、両社3往復の計6往復になる。
  - 7月 ジェイアールバス関東と共同で新宿線開設、両社5往復担当で計10往復。鹿沼インター入口BS新設。

- 2002年

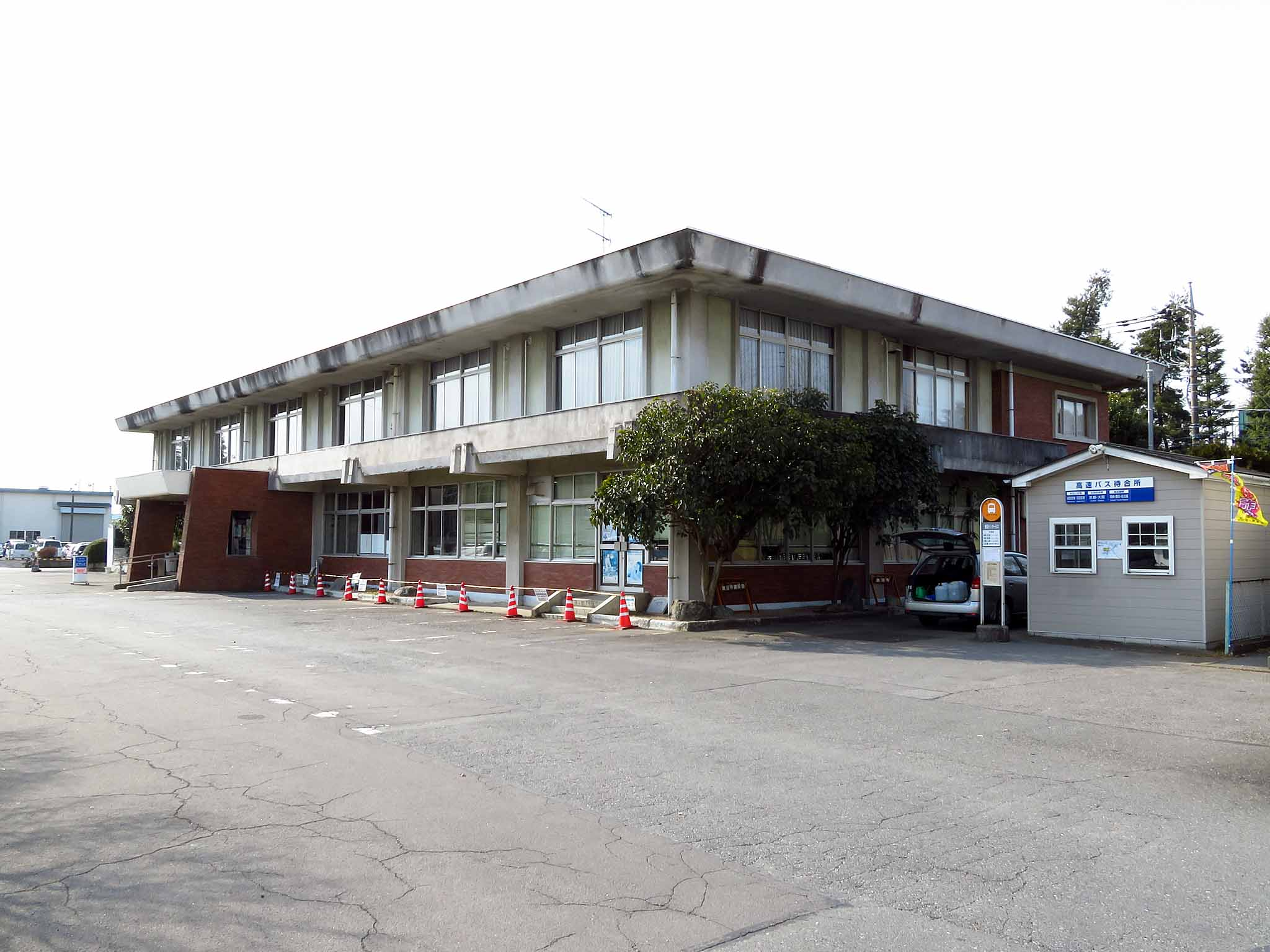
鹿沼インター入口BSのある鹿沼市役所北犬飼コミュニティセンター（2017年撮影）

  - 2月 鹿沼インター入口BSを鹿沼インター通り上から鹿沼市役所北犬飼コミュニティセンター敷地内に移転。
  - 5月 新宿線で平日限定で新宿 - 宇都宮間の運賃を2000円から1700円に値下げ（2003年3月まで）
  - 7月 羽田線に東野交通が参入して黒磯駅発着便1往復を担当、羽田空港 - 宇都宮間は7往復になる。関東3往復、東野1往復、東空交3往復。
  - 12月 新宿線の下り便が全便東京駅経由になる。（それまでは下り最終便のみが東京駅経由）
- 2003年11月 羽田線の東野担当便が西那須野駅にも停車。
- 2004年7月 新宿線が佐野プレミアムアウトレット（現在の佐野新都市バスターミナル）経由になる。
- 2006年
  - 2月 新宿線から関東自動車が撤退、宇都宮駅 - 柳田を廃止。砥上BSは砥上車庫から鹿沼インター通り上に移転。
  - 8月 新宿線下り便の東京駅経由を廃止、明治通り経由に戻し王子駅に停車。鹿沼バスターミナルを新設し新宿線のみ使用。
  - 9月 羽田線が佐野新都市バスターミナル経由になる。
- 2009年
  - 8月 新宿線の宇都宮乗り入れを廃止。
- 2012年
  - 4月 羽田線の関東自動車担当便を1往復増発、羽田空港 - 宇都宮間は8往復になる。関東4往復、東野1往復、東空交3往復。
- 2013年
  - 6月 新宿線の佐野新都市バスターミナル - 鹿沼バスターミナル間を廃止。
  - 7月 成田線を増発、両社6往復で計12往復。
  - 12月 羽田線の東野担当便が黒磯駅発着から氏家駅発着に短縮。
- 2014年
  - 8月 成田線のうち早朝の宇都宮発2本、夜の成田発2本が佐野新都市バスターミナル経由になる。
- 2015年
  - 4月 羽田線の担当比率を変更。関東5往復、東野2往復、東空交1往復。
  - 9月 成田線のうち、佐野新都市バスターミナルを経由する早朝の宇都宮発1本、夜の成田発2本を除き、圏央道 - 常磐自動車道 - 北関東自動車道経由に変更され、真岡IC付近に停留所が新設される。これに伴い真岡経由便は鹿沼IC入口を始発・終着とする経路変更を実施[2]。

- 2016年

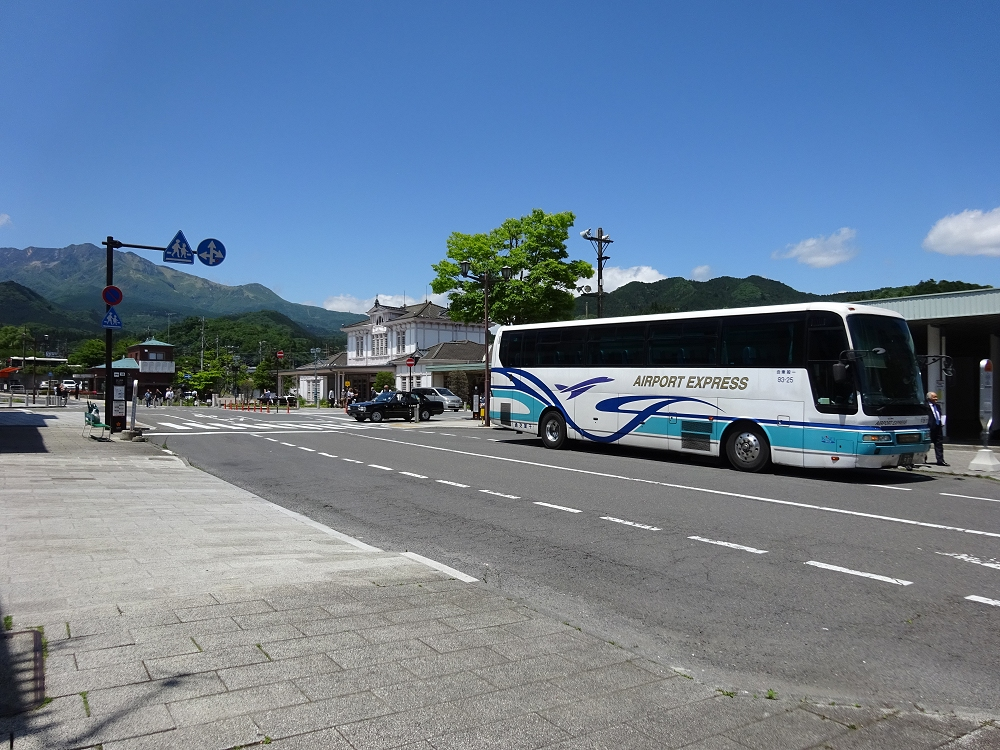
日光駅に乗り入れたマロニエ号成田線

  - 4月 成田線のうち、成田発2本と鹿沼発1本を4月から11月まで日光駅へ延長運転[3]。
  - 11月 羽田線の東野担当便が氏家駅発着から東野交通本社営業所発着に短縮[4]。
- 2017年
  - 4月 成田線の日光駅への延長運転を通年に拡大、早朝・深夜の佐野経由便を首都高速経由から圏央道経由に変更。[5]。
  - 11月 成田線の佐野経由便が境古河IC近隣の境古河バスターミナルに停車。これに伴う時刻改定を実施[6]。
- 2018年
  - 7月 羽田線で運賃改定、佐野新都市バスターミナル発着運賃を値上げ[7]。
  - 10月 東野交通が関東自動車に吸収合併、羽田線の「東野交通本社営業所」停留所を「東野平出営業所」に改称[8]。
- 2019年
  - 6月 羽田線の東野平出営業所を廃止して宇都宮側は全便柳田車庫発着とする[9]。成田線・羽田線の運賃を21日より値上げ[10]。
  - 7月 みちのりホールディングスグループの高速バスブランド「ＭＥＸ」デザインの三菱ふそう・エアロエースを導入した[11]。
- 2024年
  - 4月1日 成田線・羽田線ともに運賃値上げ、羽田線は座席指定制度導入（成田線は導入を検討）、成田線のJR日光駅停留所廃止[12]。

## 運行経路
太字は停留所。一部の県道・市町村道は省略。
成田線
- （真岡経由便）成田空港 - 新空港自動車道 - 成田JCT - 東関東自動車道 - 大栄JCT - 首都圏中央連絡自動車道（圏央道） - つくばJCT - 常磐自動車道 - 友部JCT - 北関東自動車道 - 真岡IC - 真岡（真岡工業団地・スパリゾートリブマックス付近）- 国道408号（鬼怒テクノ通り） - 栃木県道64号宇都宮向田線（鬼怒通り） - 柳田(関東自動車柳田車庫) - 鬼怒通り - JR宇都宮駅西口 - 栃木県道10号宇都宮烏山線（大通り、または南大通り） - 国道119号 - 栃木県道6号宇都宮楡木線（鹿沼インター通り） - 鹿沼IC入口（鹿沼工業団地・鹿沼市営北犬飼駐車場内） - 鹿沼IC - 東北自動車道 - 宇都宮IC - 日光宇都宮道路 - 日光IC - 日光駅
- （佐野経由便）成田空港 - 新空港自動車道 - 成田JCT - 東関東自動車道 - 大栄JCT - 圏央道 - 境古河IC - 境古河バスターミナル - 境古河IC - 久喜白岡JCT - 東北自動車道 - 佐野藤岡IC - 国道50号 - 佐野新都市バスターミナル - 国道50号 - 佐野藤岡IC - 東北自動車道 - 鹿沼IC - 鹿沼IC入口 - 鹿沼インター通り - 国道119号 - 大通りまたは南大通り - JR宇都宮駅西口 - 鬼怒通り - 柳田（関東自動車柳田車庫)
（2017年4月21日まで）成田空港 - 新空港自動車道 - 成田JCT - 東関東自動車道 - 高谷JCT - 首都高速湾岸線 - 葛西JCT - C2中央環状線 - 江北JCT - S1川口線 - 川口JCT - 東北自動車道 - 佐野藤岡IC - 国道50号 - 佐野新都市バスターミナル - 国道50号 - 佐野藤岡IC - 東北自動車道 - 鹿沼IC - 鹿沼IC入口 - 鹿沼インター通り - 東京街道 - 大通りまたは南大通り - JR宇都宮駅西口 - 鬼怒通り - 柳田（関東自動車柳田車庫)
  - 宇都宮市内の松が峰一丁目 - JR宇都宮駅間は交通状況に応じて南大通り経由か、羽田線と同じく大通り - 東武宇都宮駅経由となる。
  - 東北自動車道が悪天候や大渋滞、通行止めなどで大幅な遅れが見込まれる場合はまれに国道408号を、首都高速川口線が渋滞の場合は川口JCT - 小菅JCT間で東京外環自動車道 - 三郷JCT - 6号三郷線を迂回することがあった。

羽田線
- 羽田空港 - 首都高速湾岸線 - 葛西JCT - C2中央環状線 - 江北JCT - S1川口線 - 川口JCT - 東北自動車道 - 佐野藤岡IC -国道50号 - 佐野新都市バスターミナル - 国道50号 - 佐野藤岡IC - 東北自動車道 - 鹿沼IC - 鹿沼IC入口 - 鹿沼インター通り - 東京街道 - 東武宇都宮駅西口 - 大通り - JR宇都宮駅西口 - 鬼怒通り - 柳田(関東自動車柳田車庫)
(2019年6月20日まではこの先) - 国道4号 - 東野平出営業所(旧・東野交通本社営業所)
(2016年10月31日まではこの先) - 氏家駅西口
(2013年12月16日まではこの先) - 矢板駅東口 - 東野交通大田原営業所 - 西那須野駅東口 - 黒磯駅 (東野交通本社営業所にて降車休憩あり)

参考：新宿線（2006年8月 - 2009年8月、経路の変遷はマロニエ新宿号を参照）
- 新宿駅新南口 - 明治通り - 池袋駅東口（ビックカメラ池袋本店パソコン館前：上り降車のみ） - 明治通り - 王子駅 - 国道122号：北本通り - 王子北出入口 - 首都高C2中央環状線 - 江北JCT - 首都高S1川口線 - 川口JCT - 東北自動車道 - 佐野藤岡IC - 国道50号 - 佐野新都市バスターミナル - 国道50号 - 佐野藤岡IC - 東北自動車道 - 鹿沼IC - 鹿沼バスターミナル - 鹿沼インター通り - 砥上（関東自動車宇都宮営業所） - 鹿沼インター通り - 滝谷町 - 東京街道 - 東武宇都宮駅西口 - 大通り - 県庁前 - 大通り - JR宇都宮駅西口
  - 東北自動車道が通行できない場合は国道122号を迂回する場合があった。

## 運賃
成田線
- 境古河バスターミナル発着：2700円（小児1350円）
- 真岡発着：3900円（小児1950円）
- 宇都宮市内・鹿沼IC入口・佐野新都市バスターミナル発着：4100円（小児2050円）
- 日光駅発着：4600円（小児2300円）

羽田線
- 佐野新都市バスターミナル発着：2900円（小児1450円）
- 鹿沼IC入口発着：3500円（小児1750円）
- 宇都宮市内発着：3700円（小児1850円）

### 予約
日光・宇都宮・真岡・佐野・境古河発
基本的に予約が必要だが、当日空席があれば乗車可能。
JR宇都宮駅西口にある関東自動車の予約センターの他、同社のバス営業所や大手旅行エージェント、発車オ〜ライネットでも1か月前から予約を受け付ける。
成田空港発
京成バスのチケットカウンターで乗車当日に発売する。22:10発のみ車内で精算する。
羽田空港発
東京空港交通のリムジンバス自動券売機およびチケットカウンターで乗車当日に発売する。

## 車両
関東自動車
2006年以降は日野・セレガおよびいすゞ・ガーラのハイデッカーが主力で、1999年から2001年には日野・セレガGDと同時に三菱ふそう・エアロクィーンIを、2003年には初期に導入したブルーリボンRUの代替でいすゞ・ガーラSHDを、2009年等には三菱ふそう・エアロエースも導入している。トイレ付きで座席定員は40〜42人。経年車の一部はメープル号・サルビア号、北関東ライナーへ転用している。新宿線では2003年頃から撤退まではトイレ付き貸切車からの転用車も充当されていた。羽田線・成田線でもまれにトイレ付き貸切車や佐野営業所のメープル号・サルビア号用が代車として入る。
カラーリングはクリーム色をベースに水色と銀色の帯を巻き、ホイールベース部分に緑で3本の樹が描かれる。このデザインはメープル号・サルビア号・とちの木号でも採用される。2019年7月にみちのりグループ高速バスブランド「ＭＥＸ」カラーリングを採用したエアロエースを導入した。
担当は簗瀬営業所。成田線開設当初、臨時増車分は宇都宮市駒生にあった宇都宮観光営業所が担当していた。
旧・東野交通（羽田線）
日野・セレガを使用。黒磯発着時代は那須塩原リゾートエクスプレスと共通の日野・セレガまたは三菱ふそう・エアロバスが使用された。一部の車両には側面と後部に那須ロープウェイのラッピング広告が貼られている。担当は平出営業所で、2013年までは黒磯営業所が担当していた。2018年10月の経営統合後も引き続き東野平出営業所で2往復担当している。
千葉交通（成田線）
三菱ふそう・エアロクィーンI・エアロエース・エアロバスおよび日野・セレガを使用。運行初期には関東自動車と同様の塗装を施したMS7系エアロバスを専用車に充てていた。担当は成田営業所で、2012年までは多古営業所が担当していた。
東京空港交通（羽田線）
トイレ付きの車両が用いられ、日産ディーゼル・スペースアロー、三菱ふそう・エアロエース、エアロバス、日野・セレガを使用。担当は羽田運行事業所。

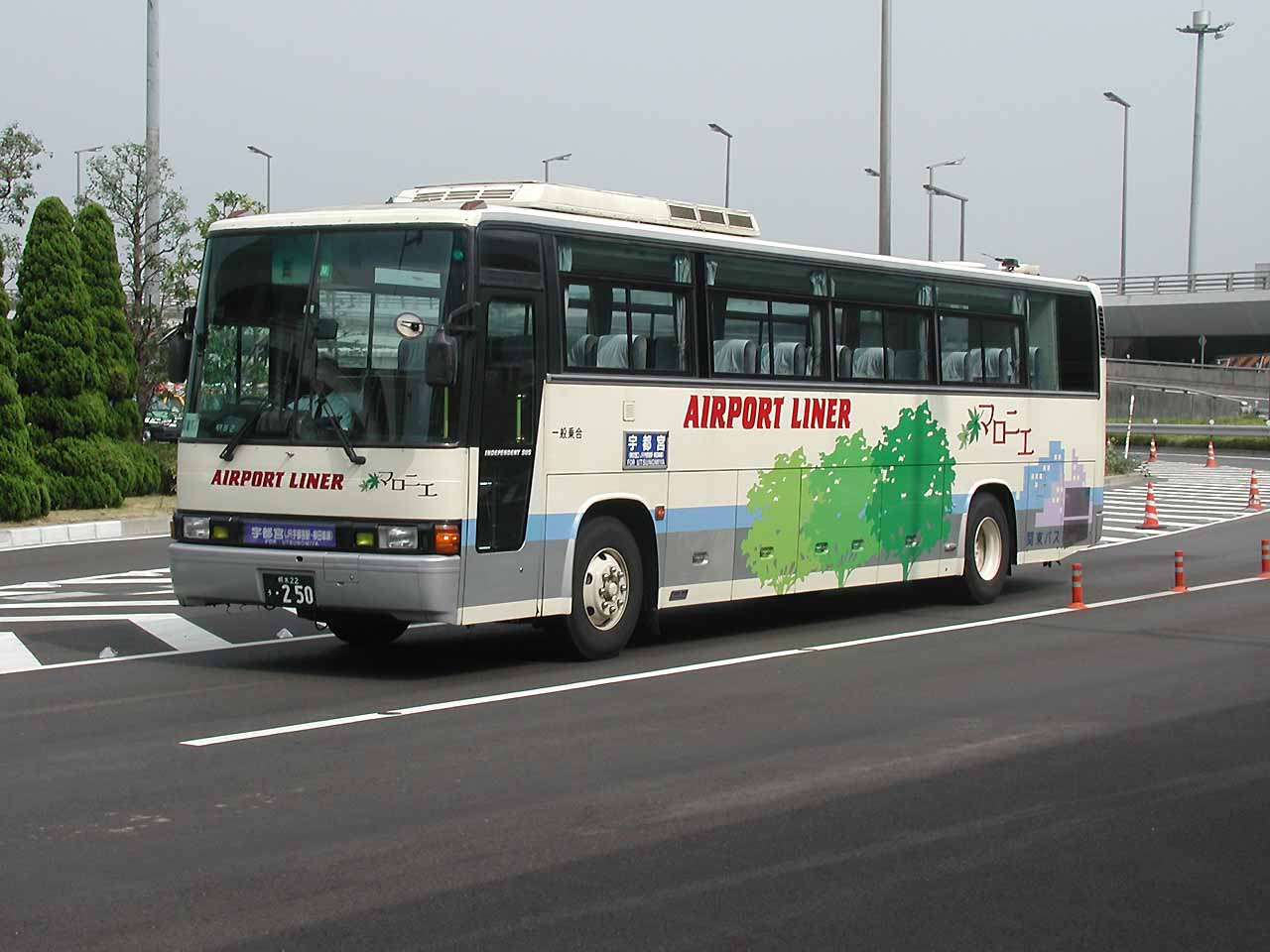
成田線開業時に導入されたブルーリボンRU （羽田線運用時、2003年廃車）
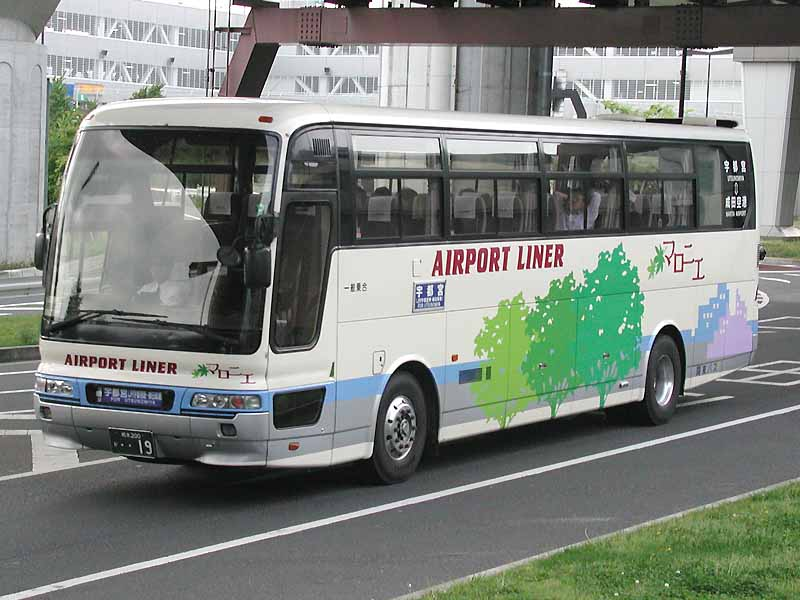
成田線（エアロクィーンI：2012年廃車）
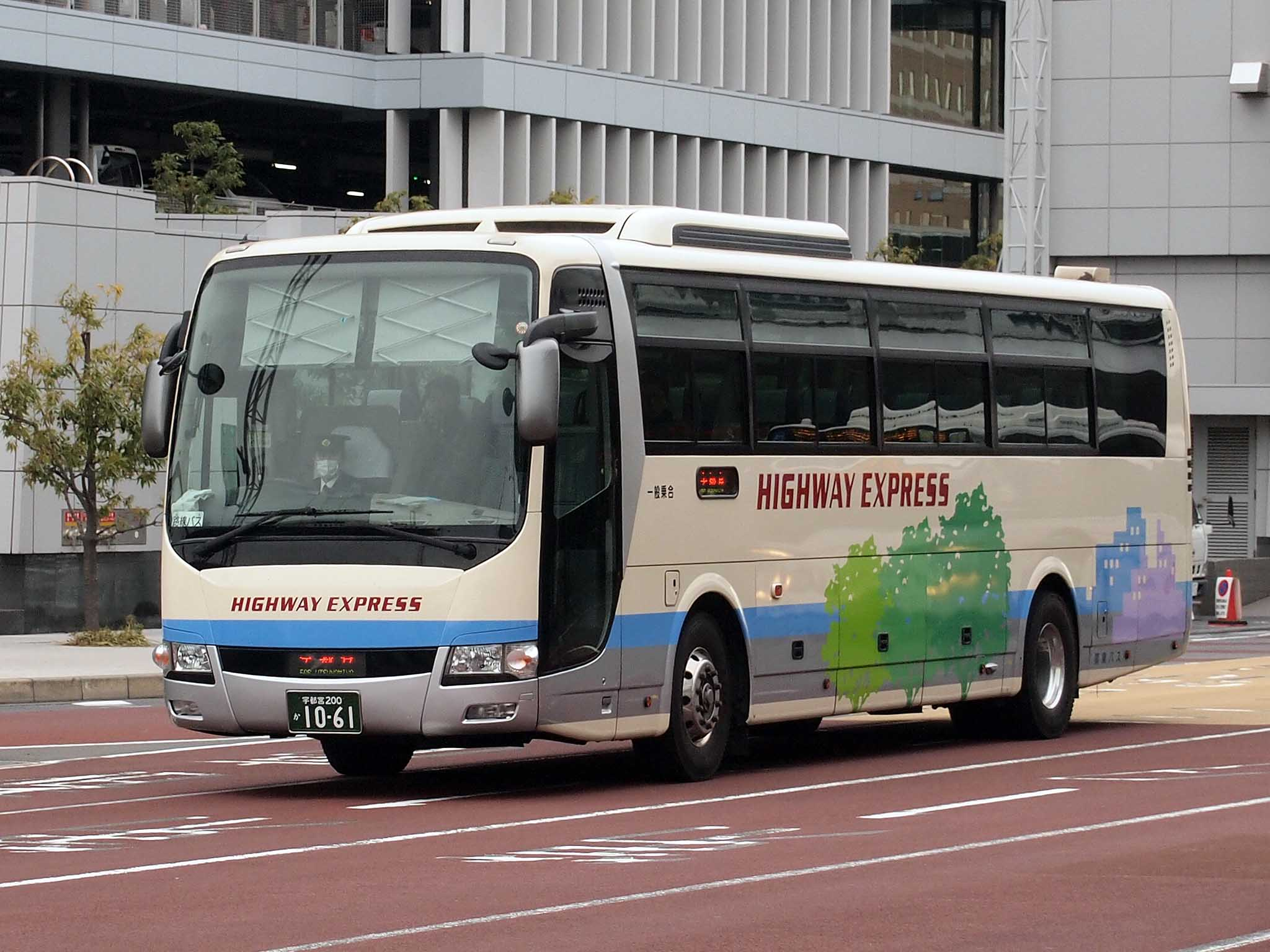
羽田線（エアロエース）
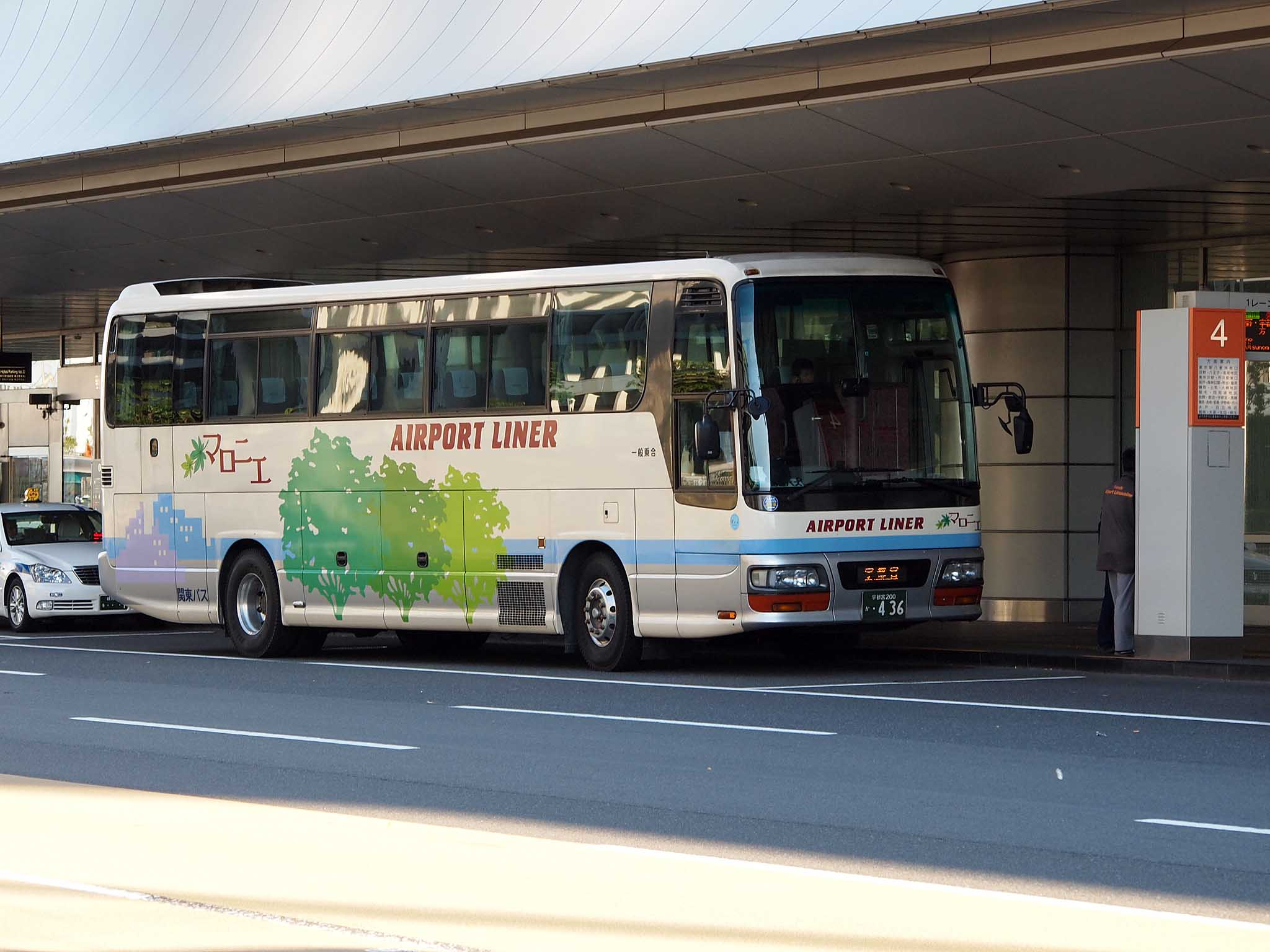
羽田線（初代ガーラSHD：北関東ライナーへ転用後会津乗合自動車へ移籍）
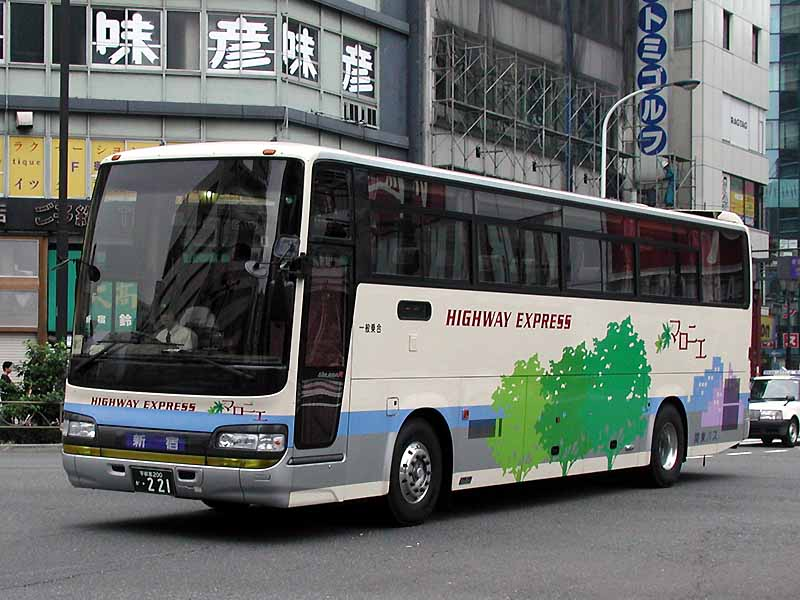
開業初期のマロニエ新宿号 （セレガR GD：2004年メープル号へ、後に北関東ライナーへ転用し2012年廃車）
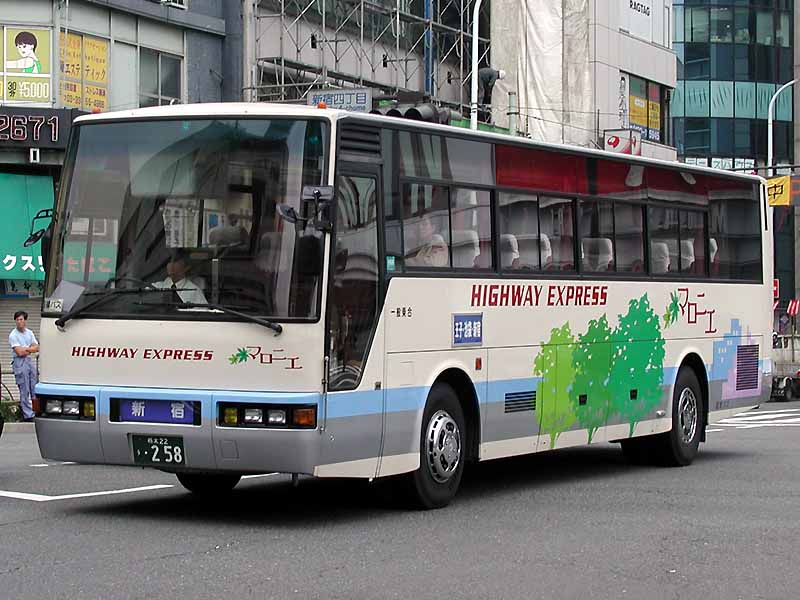
開業初期のマロニエ新宿号 （スーパークルーザーHD：2003年廃車）
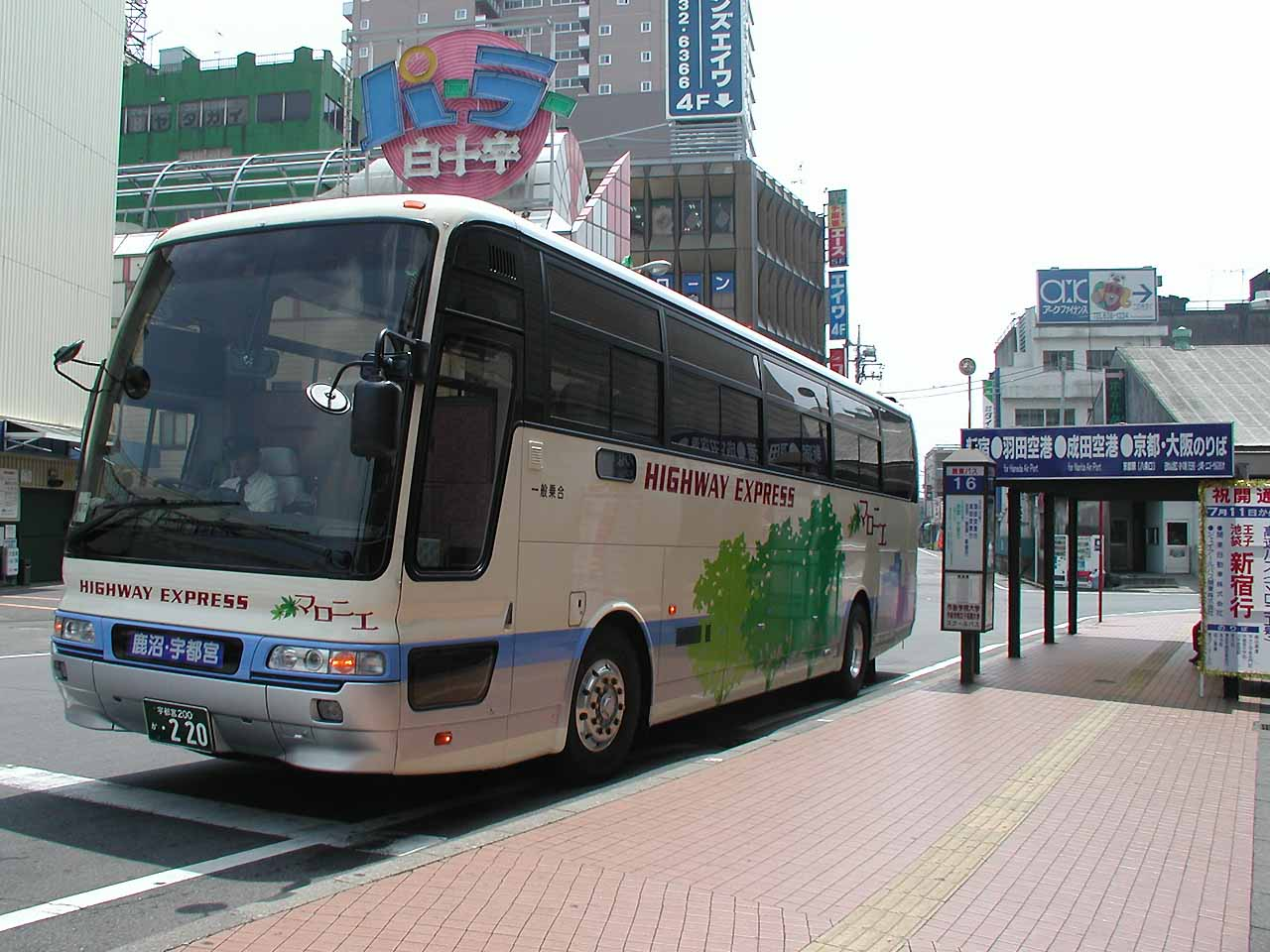
開業初期のマロニエ新宿号 （エアロクィーンI：北関東ライナーへ転用後2013年茨城交通へ移籍）
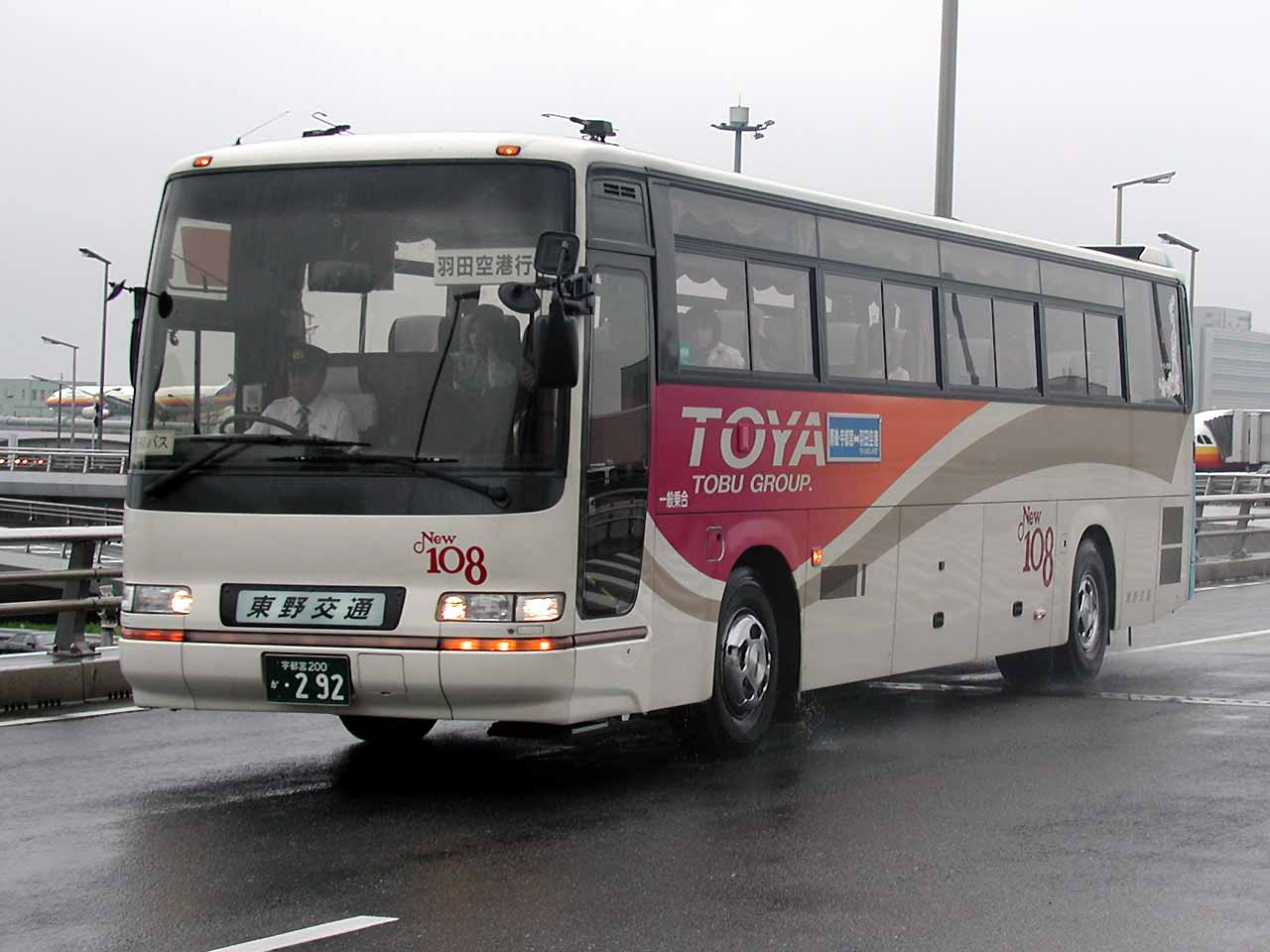
羽田線（東野交通：セレガFD、廃車済み）

## 関連路線
関東自動車
- とちの木号 - 宇都宮・栃木・久喜〜京都・大阪間の夜行高速バス
- メープル号 - 館林・邑楽（大泉町）・太田からの成田空港リムジン
- サルビア号 - 桐生・足利・佐野からの成田空港リムジン（メープル号を参照）
- 北関東ライナー - 宇都宮〜水戸・前橋方面への高速バス
- 那須・塩原号 - 新宿〜那須・塩原方面への高速バス

旧・東野交通
- かざはな号 - 矢板・大田原・黒磯からの成田空港リムジン（2006年10月廃止）